# 张健 (体操教练员)
张健（1943年4月21日—），云南昆明人，中国体操运动员、教练员。1984年被评为新中国成立35年来杰出教练员。1989年被评为建国40年以来杰出教练员。其弟子包括世界冠军李宁、童非等。